# Wereldspelen 2025
De Wereldspelen 2025, de twaalfde editie van de Wereldspelen, werden gehouden in Chengdu te China. Deze spelen voor niet-Olympische sporten vonden plaats van woensdag 6 tot en met zondag 17 augustus 2025.

## Medaillespiegel
| Plaats | Land      | Goud | Zilver | Brons | Totaal |
| 01     | China     | 35   | 16     | 11    | 62     |
| 02     | Duitsland | 17   | 14     | 11    | 45     |
| 03     | Oekraïne  | 16   | 13     | 13    | 42     |
| 04     | Italië    | 13   | 25     | 19    | 57     |
| 05     | Frankrijk | 11   | 11     | 16    | 38     |
|        |           |      |        |       |        |
| 16     | België    | 5    | 5      | 6     | 16     |
| 18     | Nederland | 4    | 5      | 6     | 15     |

## Belgische en Nederlandse ploeg

### Resultaten Belgische atleten
Zie België op de Wereldspelen 2025.

### Resultaten Nederlandse atleten
| Sport              | Atleet                | Discipline                     | Resultaat | Datum       | Bron  |
| ------------------ | --------------------- | ------------------------------ | --------- | ----------- | ----- |
| Beachkorfbal       | Nederland             |                                | Zilver    | 17 augustus |       |
| Biljarten          | Therese Klompenhouwer | Driebanden                     | Goud      | 13 augustus | [ 1 ] |
| Boogschieten       | Mike Schloesser       | Compoundboog                   | Goud      | 9 augustus  | [ 2 ] |
| Boogschieten       | Willem Bakker         | Recurveboog                    | Brons     | 13 augustus |       |
| Duatlon            | Nederland             | Mixed Relay                    | Zilver    | 17 augustus |       |
| Jiujitsu           | Ecco van der Veer     | mannen tot 62kg                | Zilver    | 10 augustus |       |
| Jiujitsu           | Boy Vogelzang         | mannen tot 77kg                | Brons     | 10 augustus |       |
| Jiujitsu           | Genevieve Bogers      | vrouwen tot 57kg               | Brons     | 11 augustus |       |
| Kanopolo           | Nederland             |                                | Brons     | 16 augustus |       |
| Kickboksen         | Carvin Guiliano Burke | mannen Point Fighting tot 74kg | Brons     | 14 augustus |       |
| Kickboksen         | Valence Bickel        | vrouwen K1 tot 60kg            | Goud      | 14 augustis |       |
| Korfbal            | Nederland             | -                              | Goud      | 12 augustus | [ 3 ] |
| Parkour            | Noa Man               | Vrouwen speed                  | Zilver    | 12 augustus |       |
| Trampolinespringen | Nederland             | Mannen synchroon               | Zilver    | 8 augustus  |       |
| Wakeboarden        | Sanne Meijer          | Vrouwen                        | Brons     | 10 augustus |       |

1981 Santa Clara · 
1985 Londen · 
1989 Karlsruhe · 
1993 Den Haag · 
1997 Lahti · 
2001 Akita · 
2005 Duisburg · 
2009 Kaohsiung · 
2013 Cali · 
2017 Wrocław · 
2022 Birmingham · 
2025 Chengdu ·